# Critics’ Choice Movie Award/Bester Familienfilm
Seit 1996 wird bei den BFCAA der beste Familienfilm des vergangenen Filmjahres geehrt.

## Preisträger
| Jahr | Preisträger                                    | Regie                      |
| 1996 | Ein Schweinchen namens Babe                    | Chris Noonan               |
| 1997 | Amy und die Wildgänse                          | Carroll Ballard            |
| 1998 | Anastasia                                      | Don Bluth und Gary Goldman |
| 1999 | Das große Krabbeln                             | John Lasseter              |
| 2000 | October Sky                                    | Joe Johnston               |
| 2001 | Mein Hund Skip                                 | Jay Russell                |
| 2002 | Harry Potter und der Stein der Weisen          | Chris Columbus             |
| 2003 | Harry Potter und die Kammer des Schreckens     | Chris Columbus             |
| 2004 | Fluch der Karibik                              | Gore Verbinski             |
| 2005 | Wenn Träume fliegen lernen                     | Marc Forster               |
| 2006 | Die Chroniken von Narnia: Der König von Narnia | Andrew Adamson             |
| 2007 | Schweinchen Wilbur und seine Freunde           | Gary Winick                |
| 2008 | Verwünscht                                     | Kevin Lima                 |